# 105-я танковая дивизия (СССР)
105-я танковая дивизия — воинское соединение Красной Армии, принимавшее участие в Великой Отечественной войне. Боевой период: 15 июля — 13 сентября 1941 года.

## История
105-я танковая дивизия была сформирована в июле 1941 года из 53-й танковой дивизии 27-го механизированного корпуса. Командир — полковник А. С. Белоглазов.
Как и все танковые дивизии с «сотыми» номерами, переформированные из соединений внутренних округов, 105-я танковая дивизия по штату должна была иметь в своём составе 215 танков, однако реально она была недостаточно укомплектована.
С 15 июля вела бои на Западном фронте. Участвовала в Смоленском сражении, совместно с 104-й танковой дивизией пыталась деблокировать окружённые в районе Смоленска 16-ю, 19-ю и 20-ю армии.
19 июля 1941 года немецкие танковые части, взломав оборону 19-й стрелковой дивизии, вышли к городу Ельня, через который проходила железнодорожная магистраль на Смоленск. Тем самым было прервано снабжение полуокружённых в районе Смоленска 16-й и 20-й армий. Позиции на ельнинском плацдарме заняли 10-я танковая дивизия и дивизия СС «Рейх», образовав так называемый ельнинский выступ.
После трёх дней безуспешных контратак силами 19-й и 120-й стрелковых дивизий при поддержке танков 104-й танковой дивизии, командование Фронта резервных армий выдвинуло под Ельню свои резервы: 105-ю танковую и 106-ю моторизованную дивизии. 105-я танковая дивизия действовала во втором эшелоне за 104-й танковой дивизией. 21 июля в связи со срочным переводом 104-й танковой дивизии в группу генерала Качалова под Рославль заняла её позиции.
Из-за сильной недооценки сил противника, советские войска продолжали неудачные попытки ликвидировать ельнинский плацдарм противника вплоть до 21 августа. 21 августа командующий войсками Резервного фронта генерал армии Г. К. Жуков приказал генерал-майору К. И. Ракутину прекратить атаки, специально отметив безграмотное применении танков 102-й, 105-й танковых и 103-й, 106-й две? мотострелковых дивизий, и приступить к подготовке нового, более сильного и организованного удара. Ельнинский выступ будет взят советскими войсками только к исходу 8 сентября в ходе Ельнинской операции.
По состоянию на 1 сентября 1941 года 105-я танковая дивизия входила в состав 24-й армии Резервного фронта. 13 сентября расформирована и на её базе создана 146-я танковая бригада. Однако уже с 10 по 15 октября 1941 года она была переформирована в городе Горьком и посёлке Сормово по штатам № 010/75 — 010/83 и 010/87 от 13 сентября 1941 в 24-ю танковую бригаду
Командиры 105-й танковой, а также 103-й и 106-й мотострелковых дивизий в ходе боёв за Ельню были сняты Г. К. Жуковым со своих должностей и назначены на новые с понижением.

## Состав
- 210-й танковый полк (командир — майор С. А. Севастьянов)
- 211-й танковый полк (командир — подполковник В. К. Бородавкин)
- 105-й мотострелковый полк
- 105-й гаубичный артиллерийский полк (военный комиссар — старший политрук М. М. Наркович)
- 105-й отдельный зенитный артиллерийский дивизион
- 105-й разведывательный батальон
- 105-й понтонно-мостовой батальон
- 105-й отдельный батальон связи
- 105-й ремонтно-восстановительный батальон
- 105-й медико-санитарный батальон
- 105-й автотранспортный батальон
- 105-я рота регулирования
- 105-й полевой хлебозавод
- 746-я полевая почтовая станция
- 551-я полевая касса Госбанка (на 26.08. 1941 г.) [9][10]

## Командиры
- полковник Белоглазов Алексей Степанович (15.07.1941 - 13.09.1941)[2].